# Жи-Парана (микрорегион)
Микрорегион Жи-Парана е един от осемте микрорегиона на бразилския щат Рондония, част от мезорегион Източна Рондония. Образуван е от единадесет общини (градове).
Жи-Парана е и микрорегионът с най-висока гъстота на населението в щата. По-голямата част от жителите произхождат от Южния регион на страната.

## Общини
- Вали до Параизо
- Говернадор Жоржи Тейшейра
- Жару
- Жи-Парана
- Миранти да Сера
- Нова Униао
- Оуро Прето до Оести
- Президенти Медиси
- Тейшейрополис
- Теоброма
- Урупа